# Úmluva o mezinárodním obchodu s ohroženými druhy volně žijících živočichů a planě rostoucích rostlin
Úmluva o mezinárodním obchodu s ohroženými druhy volně žijících živočichů a planě rostoucích rostlin (anglicky Convention on International Trade in Endangered Species of Wild Fauna and Flora, zkráceně CITES; jinak známá také jako Washingtonská úmluva) je jedna z nejdůležitějších dohod chránících rostliny a živočichy na mezinárodní úrovni. Jejím smyslem je celosvětová kontrola obchodu s ohroženými druhy volně žijících živočichů a planě rostoucích rostlin.

## Obsah smlouvy
CITES se týká nejen exemplářů z přírody, ale i živočichů a rostlin odchovaných v zajetí nebo vypěstovaných, pokud žijí/rostou i ve volné přírodě. Nezahrnuje domestikovaná zvířata a kulturní rostliny.
Smlouva nabyla platnosti v červenci 1975 a přijalo ji (stav roku 2017) 183 smluvních států.

### Ohrožené druhy
CITES obsahuje seznamy druhů, kterých se týká. Jsou uvedeny v jednotlivých přílohách:
- příloha I obsahuje nejvíce ohrožené druhy, s nimiž je jakýkoliv mezinárodní obchod zakázán
- příloha II zahrnuje druhy, jejichž obchodování je na mezinárodní úrovni omezeno a podřízeno dozoru
- příloha III dále zahrnuje druhy lokálně ohrožené, u nichž je za pomoci na mezinárodní úrovni kontrolován a omezen obchod pouze v určitých regionech.

EU pohlíží na některé druhy přísněji a proto zavádí vlastní kategorie:
- příloha a (odpovídá I)
- příloha b (odpovídá II)
- příloha c (odpovídá III)
- příloha d obsahuje druhy, se kterými se hojně obchoduje a které je třeba sledovat. O jejich dovoz se nežádá, pouze se vyplňuje statistické hlášení.

Databáze CITES je spravovaná UNEP-WCMC.
Přínosy CITES:
- regulace obchodu s chráněnými druhy
- zvýšení populací některých druhů živočichů ohrožených lovem

Problémy CITES:
- malá flexibilita a zpolitikaření
- nezajišťuje ochranu přírodního prostředí ohrožených druhů
- pomalé a často neprůhledné vyřizování žádostí, korupční prostředí zvláště v rozvojových zemích
- chrání i druhy běžné jak v přírodě tak v kultuře
- chrání i umělé hybridy rostlin
- brání ex situ a in farm ochraně druhů

## Související legislativa
V Evropské unii platí nařízení rady (ES) č. 338/97 z 9. prosince 1996 o ochraně volně žijících druhů živočichů a rostlin směrnicí o obchodu s nimi. Tato směrnice je v některých částech přísnější než samotná Washingtonská úmluva.

### CITES v Česku
V ČR je obchod s ohroženými druhy regulován zákonem 100/2004 Sb. Tato zákonná úprava je přísnější než původní smlouva. Mimo jiné požaduje prokázat původ jedinců i ve vlastnictví soukromých a fyzických osob.
V roce 2008 je připravována novelizace uvedeného zákona. Některé pasáže této novely vyvolaly protesty chovatelských organizací, pěstitelů kaktusů a orchidejí i námitky odborníků 